# لیو یه
لیو یه (چینی: 劉燁؛ زادهٔ ۲۳ مارس ۱۹۷۸) بازیگر اهل چین است. نام او سه سال متوالی در فهرست ۱۰۰ سلبریتی چینی فوربز بود.
از فیلم‌ها یا برنامه‌های تلویزیونی که وی در آن نقش داشته است، می‌توان به لان یو، نفرین گل طلایی، شام آخر، قول و ماده تاریک اشاره کرد.